# Kung Pow: Enter the Fist
Kung Pow: Enter the Fist (no Brasil, Kung Pow: O Mestre da Kung-Fu-São) é um filme de comédia de artes marciais estadunidense de 2002 que parodia o cinema de ação de Hong Kong. Escrito, dirigido e estrelado por Steve Oedekerk, o longa utilizou imagens do filme honconguês de artes marciais de 1976 Hǔ hè shuāng xíng (Tiger & Crane Fists ou Savage Killers como é conhecido nos Estados Unidos), juntamente com novas imagens filmadas por Oedekerk, para criar um enredo original e não relacionado.
O filme se tornou um sucesso moderado de bilheteria, arrecadando um pouco mais de dezessete milhões de dólares em todo o mundo; apesar de ter recebido críticas geralmente negativas se tornou um filme cult. Uma sequência, a ser escrita e dirigida também por Oedekerk, foi anunciada em 2015.

## Enredo
Um homem, chamado apenas de "O Escolhido" pelo narrador, vagueia por diversos lugares em busca do homem que matou sua família e tentou matá-lo quando bebê. Ao chegar em uma cidade, ele conhece o Mestre Tang, um sifu muito doente e um pouco perturbado; O Escolhido pede a Tang para ajudá-lo a melhorar sua já impressionante habilidade em artes marciais. Mestre Tang mostra-se cético a princípio, mas depois de ver a "marca do Escolhido", que nada mais é do que sua língua falante a qual O Escolhido a chama de "Linguinha", ele permite que ele treine em seu dojô. O Escolhido é apresentado a outros dois aprendizes: Pin Gu Lin, um jovem que foi deliberadamente treinado incorretamente para se tornar uma piada, e Ling, uma bela jovem que tem sentimentos românticos pelo Escolhido.
Durante o treinamento, O Escolhido demonstra seus truques de luta semelhantes a desenhos animados e Pin Gu Lin, contido por ciúmes, o considera um inimigo pessoal. Ao saber que o Mestre Condor, o homem que matou seus pais, acaba de chegar na cidade, O Escolhido se prepara para enfrentá-lo; Condor atrai uma multidão no local e demonstra suas habilidades. O vilão, para mostrar o quão é invencível, deixa seus capangas chutá-lo repetidamente na virilha, depois os domina de uma só vez sem sentir uma única dor. Impressionado com as habilidades do Mestre Condor, o prefeito da cidade o contrata, enquanto Condor muda aleatoriamente seu nome para Betty. O Escolhido tenta repetir a façanha de Condor, deixando seus colegas de treino chutá-lo na virilha, mas não resiste e acaba desmaiando; quando ele acorda, uma mulher misteriosa de apenas um seio chamada Uau o avisa para não se apressar para lutar contra Betty. Depois de testar as habilidades do Escolhido disputando uma luta contra ele, Uau voa para o céu.
Ignorando o conselho, O Escolhido escolhe enfrentar Betty. Ele encontra um dos companheiros maus de Betty: Moo Nieu (pronuncia-se "moon you", numa referência à palavra inglesa mooning), uma vaca holandesa dotada de karatê, com um úbere grande o suficiente para se esguichar leite como arma; eles lutam em uma cena parodiando Matrix e O Escolhido eventualmente derrota Moo Nieu ordenhando-a até que suas mamas estejam vazias. Alguns metros mais adiante, ele vê Betty em uma cachoeira e o confronta; Mestre Doe, o pai de Ling, aparece repentinamente e tenta alertar O Escolhido sobre o seu despreparo, mas é ignorado; os dois lutam contra Betty, mas acabam sendo derrotados e caem da cachoeira, com Doe se ferindo gravemente. O Escolhido leva o Mestre Doe ao Mestre Tang, que o reconhece depois de muito tempo sem vê-lo, no entanto, como Tang massageia o ferimento de Doe, este não cicatriza e Doe acaba por falecer naquela noite. Após ser consolada pela perda de seu pai, Ling confessa seus sentimentos ao Escolhido.
Confuso, O Escolhido viaja para um campo e consulta os céus em busca de confiança. De repente, Mu-Shu Fasa, um grande leão senciente, aparece no céu e dá conselhos para ele em uma cena parodiando o filme O Rei Leão. O Escolhido, então, retorna à cidade e descobre que a hostilidade de Betty se expandiu por todo o local; Betty e seus capangas encontram-se matando qualquer um que possa ser aliado do Escolhido. O Escolhido encontra Pin Gu Lin, Ling, Mestre Tang e até mesmo seu cachorro feridos em meio à mata, mas todos sobrevivem com exceção de Pin Gu Lin. Depois de levar Ling e seu cachorro de volta à cidade com segurança, O Escolhido reinicia seus treinamentos para vencer Betty. Acreditando que os pontos fracos de Betty são os espigões metálicos em forma de pirâmide embutidos no peito dele, O Escolhido faz manequins de madeira, incorpora espigões semelhantes no peito destes e tenta arrancá-los com as próprias mãos como parte de seu treinamento; suas mãos encontram-se seriamente machucadas após várias tentativas fracassadas, deixando-o exausto, mas depois que Ling trata seus ferimentos e faz um discurso inspirador para ele, O Escolhido se reanima e consegue retirar os espigões metálicos com sucesso.
Enquanto isso, Betty é chamado pelo misterioso Conselho do Mal e descobre que O Escolhido ainda está vivo. O Escolhido posteriormente confronta Betty no templo; eles lutam uniformemente, até o Conselho do Mal aparecer revelando-se alienígenas franceses, e dão a Betty poderes sobrenaturais. Betty derruba violentamente O Escolhido que, em um estado semi-inconsciente, vê flashbacks de Uau e Mu-Shu Fasa dando-lhe conselhos; Mu-Shu instrui-o a abrir a boca. Assim que ele o faz, Linguinha voa em direção à nave-mãe dos vilões e a destrói, fazendo com que todo o exército do Conselho do Mal entre em pânico e fuja, deixando Betty vulnerável; O Escolhido, eventualmente, arranca os espigões de pirâmide do peito de Betty por onde é esguichado sangue quando retirados, matando-o. Quando O Escolhido volta para casa com Ling, suas tribulações estão longe de terminar, como apresentado em um "trailer" de uma eventual sequência, "Kung Pow 2: Tongue of Fury" ("Kung Pow Arco-íris: Língua da Fúria" na dublagem brasileira), que é seguido imediatamente para os créditos finais.
Em uma cena pós-créditos, Mestre Tang, que foi deixado para trás ferido no matagal, pede a alguém para salvá-lo de uma águia-real que está comendo sua perna.

## Elenco
- Steve Oedekerk como O Escolhido - o diretor interpretou o personagem utilizando técnicas de chroma key
  - Jimmy Wang Yu como o corpo do Escolhido na metragem original
  - Alejandro Olazabal como O Escolhido quando bebê
- Hui Lou Chen como Mestre Tang
- Wong Fei-lung como Mestre Condor "Betty"
  - Leo Lee como Mestre Condor jovem
- Tse Ling-ling como Ling
- Lau Kar-wing como Pin Gu Lin
- Banjo como o cachorro
- Jennifer Tung como Uau
- Chi Ma como Mestre Doe
- Tad Horino como Chew Fat Lip
- Nasty Nes como o homem do som portátil
- Ming Lo como o pai do Escolhido
- Peggy Lu como a mãe do Escolhido
- Tori Tran como mulher camponesa
- Simon Rhee como capanga do jovem Mestre Condor

### Observações
Em muitas cenas, Jimmy Wang Yu, o ator principal do filme Hǔ hè shuāng xíng, a qual foi usada a metragem, teve seu rosto substituído digitalmente pelo de Oedekerk via de pós-produção por chroma key; Oedekerk também dublou todos os atores do elenco original, imitando uma voz diferente para cada personagem. A única exceção é a da personagem Uau, que foi redublada por sua própria atriz, Jennifer Tung. Durante as filmagens de suas cenas, Oedekerk e Tung falaram frases sem sentido, que mais tarde foram substituídas pelas suas próprias dublagens a fim de manter a aparência de um filme de língua estrangeira mal dublado consistente com o resto dos personagens do filme.

## Recepção
O site agregador de críticas Rotten Tomatoes apresenta uma classificação de aprovação de 13% com base em 55 avaliações, com uma classificação média de 2,98/10 referente ao filme; o consenso crítico diz: "é como se um mísero rascunho de piadas ruins se estendesse para um desastre completo". O Metacritic relata a pontuação média 14/100 com base em 14 críticas, indicando "aversão esmagadora". Na cerimônia do Stinkers Bad Movie Awards de 2002, Kung Pow foi indicado para a categoria de "Pior filme", vencendo de forma empatada com The Master of Disguise, e ganhou sozinho na categoria de "Comédia mais dolorosamente sem graça".
Kung Pow! Enter the Fist arrecadou um total de US$ 17 milhões em todo o mundo, contra um orçamento de US$ 10 milhões. Apesar de sua recepção crítica negativa, o filme ganhou status de cult.[carece de fontes?]

## Possibilidade de sequência
Apesar de ter sido apresentado um teaser de uma possível sequência intitulada "Kung Pow 2: Tongue of Fury" no final do filme, nenhum dos produtores confirmou na época que uma continuação realmente iria ser lançada.[carece de fontes?]
Durante uma entrevista em 2012, Steve Oedekerk disse que estava planejando fazer uma sequência de Kung Pow! mas, em vez de fazer uma sequência direta deste, o diretor iria utilizar filmagens de um bang-bang italiano ou mexicano, em vez de um filme centrado em artes marciais.
Em 23 de julho de 2015, foi anunciado que uma sequência estaria em andamento, com Oedekerk retornando para escrever o roteiro e dirigir o filme.